# Irlands historie 1536–1691
|  | Artiklen indgår i en serie om Irlands historie |
Irlands historie  i perioden 1536–1691 blev præget af to grundlæggende temaer; for det første at man underlagde sig administrationen i London og for det andet konflikten mellem protestanter og katolikker. Endvidere markerede perioden en overgang fra et statsløst klanbaseret gælisk samfund til et regerende statsstyre der mindede om det styre der fandtes de fleste andre steder i Europa. Perioden er afgrænset således at den begynder med Henrik VIII's afsættelse af Fitzgeraldklanen som statslige repræsentanter for Irland i 1536 i den ene ende og afsluttes i den anden ende af de irske katolske jakobineres overgivelse i Limerick i 1691 som er set som den endelige nedkæmpelse af irsk uafhængighed fra London.
Periodens begyndelse er Henrik VIII´s engelske reformation, hvormed startskuddet til Irlands totale forandring sættes da den pavelige autoritet brydes. Hvor Henrik VIII brød med paven i Rom, tog hans søn Edward VI skridtet fuldt ud brød komplet med de pavelige doktriner. Hvor englænderne, waliserne og senere også skotterne accepterede bruddet, forblev irerne katolikker. Det faktum var med til at bestemme irernes forhold til englænderne de næste 400 år, da reformationen affødte et engelsk ønske om en generobring af Irland som engelsk koloni. Det religiøse skisma kom til at betyde at indfødte irere samt (katolske) gammel-engelske var udelukket fra magten i den nye kolonisation.

## Generobring og oprør 1536–1607
Se også Tudorslægtens generobring af Irland
Der er en del debat om hvorfor Kong Henrik VIII besluttede at generobre Irland. Den mest umiddelbare forklaring var at jarlerne af Kildare, der i det 15. århundrede var blevet Irlands de facto herskere, efterhånden var temmelig upålidelige i forhold til Tudormonarkerne. Det mest alvorlige var at de i 1487 havde inviteret burgundiske tropper til Dublin for at krone Yorkfamiliens(Tudordynastiets arvefjender) tronprætendant, Lambert Simnel. I 1534 kom det til åbent oprør, ledt an af Silke-Thomas, mod kronen. Henrik VIII nedkæmpede opstanden og besluttede sig for at pacificere Irland og lægge det under den engelske regerings kontrol, tænkeligt for at hindre at det ville blive udgangspunkt for en udenlandsk invasion (en vedvarende bekymring gennem de næste 400 år). 
Irland blev opgraderet fra et herredømme til et kongerige under Henrik VIII. Siden oprettelsen af Herredømmet efter den anglonormanniske invasion i det 12. århundrede, havde Irland bibevaret deres to-kamrede Irske Parlament, bestående af et overhus og et underhus. Det var stærkt indskrænket i det meste af dets levetid, både hvad angik medlemskab – gæliske medlemmer var udelukket – og magt, specielt Poynings lov, 1494, der krævede en godkendelse af det engelske gehejmeråd inden det kunne introduceres for det irske parlament. Efter 1541, tillod Henrik VIII indfødt irsk adel at sidde i begge råd, mod at de underkastede sig ham som konge af Irland.  Men den reelle magt lå ikke hos parlamentet men hos den stedfortrædende herre af Irland (Lord Deputy of Ireland) der blev udpeget personligt af kongen, når han ønskede at gennemføre nye love eller hæve skatterne. Den stedfortrædende herre blev permanent guidet af det engelske gehejmeråd.
Med regeringsinstitutionerne på plads, var det næste mål for det engelske Kongerige Irland at sikre dets kontrol i hele dets fordrede territorium. Henrik VIII´s myndigheder fik til opgave at udsprede det ny kongerige til hele Irland, og det uanset om det blev opnået via forhandling eller kamp med uafhængige irske konger og herrer. Det tog næsten et århundrede at opnå, og generobringen blev fulgt af en del blodsudgydelse, da det medførte assimilering – og endda annullering – af herredømmer og kongeriger der havde eksisteret i århundreder.  
Generobringen blev gennemtrumfet under Elizabeth I og James I´s regeringstid, efter adskillige blodige konflikter. I den sydlige provins Munster fandt de blodige Desmondopstande (1569–73 og 1579–83) sted da jarlerne af Desmond, Fitzgerald de modsatte sig den engelske guvernørs tvangsudskrivning af skatter i provinsen. Den anden af disse opstande blev nedkæmpet med metoder som fremtvunget hungersnød, der menes at have dræbt en tredjedel af Munsters befolkning. Den mest alvorlige trussel mod det engelske styre var 9-årskrigen (1594–1603), da den mest magtfulde af de stærke høvdinge i Ulster Hugh O´Neill gjorde våbnet opstand mod det engelske styre. Krigen udviklede sig til et landsdækkende oprør og det lykkedes endvidere O´Neill at opnå militær støtte fra Spanien, der allerede var i krig med England i den Anglo-Spanske Krig(1585–1604). I 1601 blev en spanske ekspeditionsstyrke dog besejret af englænderne i slaget ved Kinsale. I 1603 overgav O´Neill og hans allierede sig til den nye konge James I Stuart. Herefter lykkedes det for de engelske myndigheder i Dublin  for alvor at etablere kontrol for første gang nogensinde, de bragte et centraliseret styre til hele øen og afvæbnede de forskellige hidtidige krigsherrer både gæliske og gammel-engelske. Efterfølgende forlod O´Neill og hans allierede Irland i den kendte Jarlernes Flugt i 1607. Dermed var den sidste forhindring for den engelske regering i Irland.

## Det religiøse spørgsmål og kolonisering
På trods af englændernes politiske dominans formåede man hverken at omvende den indfødte irske elite eller civilbefolkningen til at vende sig bort fra deres hidtidige religiøse overbevisning. Det har været et vedvarende spørgsmål siden hvorfor den protestantiske reformation mislykkedes i Irland: Spørgsmålet er om svaret ligger gemt i måden reformationen blev gennemført på eller om den ligger i det irske folk? Et svar (blandt mange) er at den brutale måde hvorved englænderne havde gennemtrumfet deres pacificering af landet på havde affødt en indædt bitterhed og heraf modstand mod det engelske styre. En anden forklaring ligger muligvis gemt i den effektive og overbevisende hvervekampagne modreformationen førte, mange af de katolske lærde der stod for den var blevet overbevisende uddannet på kontinentet. Omkring år 1600 var der oprettet veletablerede irske læreanstalter i mange katolske lande på kontinentet med det formål at oplære irske katolske præster og uddanne den irske katolske lavadel. 
Fra midten af det 16.årh og til midten af det 17. århundrede praktiserede den engelske krone en koloniseringspolitik med bosættelser. Skotske og engelske protestanter blev sendt til provinserne Munster og Ulster og til grevskaberne Offaly og Laois (se også Irlands bosættelse). Den mest intensive bosættelse foregik i Ulster, der i 1641 havde overført 80.000 skotter og englændere til området. De såkaldte Ulster-skotter var hovedsageligt presbyterianere hvilket adskilte dem fra de anglikanske engelske kolonister.
Bosætterne, der havde en britisk protestantisk identitet, blev siden den herskende klasse i det senere stærkt britisk dominerede Irland. En række straffelove diskriminerede alle andre trosretninger end den officielle anglikanske kirke i Irland. De mest udsatte for disse love var de romersk-katolske og siden slutningen af det 17. århundrede også tilhængere af presbyterianismen. Så tidligt som 1607 var katolikker udelukket fra at besidde offentlige embeder samt at blive medlem af hæren. I 1615 blev valglovene lavet på en sådan facon at protestanter ville udgøre flertallet uanset stemmeafgivelse.

## En ny samfundsorden 1607–1641
Grundet den markante immigration af engelske og skotske bosættere til Irland så det i en årrække i starten af det 17. århundrede ud til at Irland fredeligt kunne blive integreret ind i det engelske samfund. Dette blev imidlertid ødelagt af den fortløbende engelske diskriminering af irerne, en diskriminering primært på baggrund af religion. 
Man deler typisk det irske samfund, – før Elizabeth I – , ind i to forskellige grupperinger, på den ene side de gæliske klaner der boede i det landlige primære nordlige og vestlige Irland og på den anden side de "gammel-engelske" bestående af efterkommere fra middelalderens anglonormanniske indvandrere. Historisk havde de to befolkningsgrupper stået stejlt overfor hinanden, hvor englænderne havde muret sig inde i byer som Dublin, Wexford og Galway for at beskytte sig mod de landlige gælere, denne modsætning var i starten af 1600-tallet næsten forsvundet specielt blandt eliten, hvor det gæliske sprog taltes og gælisk poesi og musik blev dyrket intensivt. Bryllupper på tværs var også i vækst. For at sige det mere generelt blev den indfødte befolkning sammenknyttet om deres fælles religion, i forlængelse af Elizabeths hårdføre erobring satte man sig i opposition til de protestantiske bosættere og den protestantiske britiske administration i Dublin. I årene mellem afslutningen af Elizabeths erobring og udbruddet på oprøret i 1641 følte irske katolske i højere og højere grad sig diskrimineret af den engelske regering i Irland, – de gamle middelalderlige modsætninger var med Henrik VIÍI´s og Elizabeths hårdføre forsøg på at underlægge sig landet afløst af modsætningen mellem protestanter og katolikker.
Det meste af den irske overklasse var ikke ideologiske modstandere af engelsk suverænitet i det irske, men ønskede blot fuld anerkendelse i det tredobbelte Stuart-Monarki (England, Skotland og Irland)og at bevare deres fordele i det irske samfund. Det fik de imidlertid ikke grundet deres religiøse tilhørsforhold samt den erodering af deres magt som bosættelserne forårsagede. Den bosætter-dominerede protestantiske regering forsøgte med succes at konfiskere deres jord ved at så tvivl om deres middelalderlige godstitler og derudover straffe dem for manglende deltagelse i de protestantiske gudstjenester. I et forsøg på at modgå denne protestantiske chikane appellerede irske katolikker flere gange direkte til den engelske konge først til James I siden til Charles I, for fuld anerkendelse af deres individuelle rettigheder og religion i et program kendt under navnet graces (nåde). Adskillige gange lod kongen forstå at de var kommet til enighed mod at han ville hæve skatterne. De irske katolikkers tålmodighed blev tyndslidt da de godt nok fik lov at betale de nye udskrivninger, men flere gange oplevede at deres fremsatte kravs virkeliggørelse blev udsat flere gange. I slutningen af 1630´erne foreslog den engelske konges repræsentant i Irland, Thomas Wentworth, en yderligere konfiskering af indfødt jord for at stække den irske katolicisme yderligere, dette kunne i sig selv have ført til en våbnet opstand, men det skulle blive en politisk krise i Skotland og England der skulle forårsage den irske opstand som blev en del af Krigen i de tre kongeriger.

## Borgerkrig, jordbeslaglæggelser og straffelove 1641–1691
De 50 år fra 1641–91 kastede Irland ud i to katastrofale borgerkrige 1641–53(Irske Forbundskrige) og 1689–91(Vilhelminske Irlandskrige), de kostede hundredtusinder af mennesker livet og kastede andre ud i permanent eksil. Krigene som havde de irske katolske på den ene side og den britiske hær og de protestantiske bosættere på den anden side endte med en næsten komplet fratagelse af land fra den tidligere jordejende irske elite.

### Forbundskrigen og Cromwells erobring 1641–1660
I midten af det 17. århundrede blev Irland rystet af 11 års krig der havde sin årsag i en diskriminering af katolikkerne i Irland og som lod sig udløse af at det engelske parlament fra og med 1640 styredes af anti-katolikker og skotske "pagt-presbyterianere" der havde et stramt ortodokst verdenssyn. I 1641 kom det til opstand fra de irske katolikker. Opstanden, der blev startet af Phelim O´Neill i Ulster, blev det gnist der fik irske katolske godsejere og deres følgesvende til at gøre oprør over hele landet. På nogle områder blev konflikten udløst af mange års katolsk modstand mod den førte engelske politik i Irland, men det var lige så meget frygten for en forestående borgerkrig på de britiske øer som helhed der satte opstanden i gang. 
Opstanden blev præget af en katolsk massakre på protestantiske bosættere, en begivenhed der satte dybe ar i de fælles relationer i mange år ud i fremtiden. 
Grundet udbruddet af den engelske borgerkrig i 1642, var ingen engelske tropper i stand til at nedkæmpe opstanden og oprørere fik kontrollen med det meste af Irland. Landet blev regeret af den katolske majoritet under Det irske forbund i årene under Krigen i de tre kongeriger fra 1642–49. Det forenede styre allierede sig med Charles I og de engelske royalister omend der først forefandt en traktat mellem parterne i 1649. Et forenet uafhængigt katolsk Irland kunne være blevet en realitet såfremt royalisterne havde vundet den engelske borgerkrig. Men sådan gik det ikke – royalisterne blev besejret af parlamentarikerne og kong Charles I blev henrettet og i årene 1649–53 generobredes Irland af Oliver Cromwell og hans Commonwealth. Cromwells generobring af Irland viste sig at blive rædselsvækkende og grusom eksempelvis massakren på den royalistiske garnison ved belejringen af Drogheda i 1649. Cromwells styre begyndte desuden at eksportere krigsfanger til Vest-Indien. For at undertvinge de irske guerillatropper benyttede Cromwells tropper sig af den brændte jords taktik hvilket forårsagede hungersnød over hele landet. 
Som straf for at irske katolske landejere havde deltaget i opstanden i 1641 blev næsten al deres land konfiskeret og givet til britiske bosættere. De resterende irske jordejere blev tvangsflyttet til Connaught. Se også Bosættelsesloven anno 1652. Yderligere blev katolikker forbudt at sidde i det irske parlament, forbudt at bosætte sig i byer og at gifte sig med protestanter (selvom ikke alle disse love blev holdt fuldt ud). Det er blevet udregnet at en tredjedel af Irlands daværende befolkning, cirka 4–600.000, mistede livet enten i kamp, af hungersnød eller af efterfølgende sygdomme. Cromwells erobring har derfor meget naturligt efterladt enorm bitterhed i irsk kollektiv erindring.

### Genindførelse af Monarkiet
Charles II blev indsat på kongetronen i 1660 og med ham på tronen var monarkiet genoprettet i England. Irland mærkede dette ved en forsigtig velvilje i form af små indrømmelser og tilbageleveringer af landområder til irske katolikker. (se også Bosættelsesloven anno 1662). Dog udgjorde Charles politik ingen løsninger, de fleste katolikker var rystede over at de fleste af Cromwells konfiskeringer fik lov at stå ved magt, på den anden side mente mange protestanter at Charles var al for skånsom over for de irske katolikker der burde have en langt hårdere straf for massakren i 1641. I årene fra 1678–81 kom der endnu et kort udbrud af anti-katolicisme under pave-plottet hvor et rygte om et nyt irsk-katolsk oprør med hjælp fra Frankrig spredte sig. To katolske bisper, Peter Talbot og Oliver Plunkett blev arresteret. Talbot døde i fængslet og Plunkett blev både hængt, druknet og parteret.

### De to kongers krig
Se også den primære artikel Vilhelminske Irlandskrige
Det skulle dog ikke gå anderledes end Irland på ny var involveret i krig under en tidsalder efter monarkiets genindførelse. Det så en kort årgang ud som at de irske katolikker skulle genvinde fremme placering i det irske samfund under kong James II. James ophævede meget af den anti-katolske lovgivning der var blevet indført, således at katolikker kunne blive medlem af parlamentet og hæren, derudover udnævnte han Richard Talbot, 1.jarl af Tyrconnell som kongens stedfortræder af Irland. De irske protestanter kunne ikke gøre meget modstand mod denne udvikling. Hvorom alting er så afsatte det engelske parlament James II og erstattede ham med Vilhelm af Oranje, der blev hjulpet til magten med hollandske invasiontropper. Irske katolikker støttede James forsøg på at tilbagerulle straffelovene og konfiskationerne, mens at der blandt de irske og engelske protestanter var en enorm opbakning bag Vilhelm. Richard Talbot, kongens stedfortræder, dannede en meget stærk hær der indtog de fleste af de irske byer på nær Derry, der var belejret af hans mænd.
James, støttet af den franske kong Ludvig XIV´s tropper, ankom til Irland i 1690 samtidig med at Vilhelm af Oranje ankom med en international styrke bestående af britiske, hollandske og danske tropper. De to konger kæmpede om retten til tronen i det der skulle blive kendt som de vilhelminske irlandskrige og mest er husket gennem slaget ved Boyne i 1690 hvor James II led nederlag. På trods af at slaget ikke var militært afgørende så huskes slaget for at James II flygtede til Frankrig og dermed kom til at stå som en indrømmelse af en sejr til Vilhelm. I henved et år eksisterede der stadige jakobinske modstandslommer der trods deres endelige nederlag i slaget ved Aughrim i juli 1691 også opnåede mindre sejre som Belejringen af Limerick (1691). Selvom krigen ikke var lige så ødelæggende for det irske samfund som krigene i 1640´erne og 1650´erne så betød den et endeligt afkald for den katolske landejende klasses privilegier. Verden over fejrer protestanter årligt sejren ved at gå sejrsruten for slaget ved Boyne, det foregår mest intensivt i Ulster og af Orangeordenen.

### Protestantisk opstigen til magten
Straffelovene (der efter den engelske genoprettelse af monarkiet ikke var blevet håndhævet) blev igen praktiseret hårdt og effektivt efter afslutningen på de vilhelminske krige, da protestanterne ville sikre sig at de katolske landejere igen ville komme i en sådan position at de ville være i stand til at genoptage oprøret. Der blev endda endnu skrappere regler som fratog katolikkerne deres arveberettigede landejendom. Statistisk faldt den katolske ejerandel af jorden i Irland fra 14% til 5% i løbet af 1700-tallet. 
I 1704 mistede presbyterianere ligeledes retten til at blive offentlig ansat samt at bære våben. I forbindelse med et århundredes intensiv indvandring var der kommet gnidninger imellem de mange protestantiske befolkningselementer, der samlet udgjorde 25 % af befolkningen i slutningen af det 17.årh, heraf var den anglikanske på 13 % blevet den stærkeste og den ønskede at markere dens magt overfor den næststærkeste gruppering – presbyterianerne.